# Centrum dystrybucji kluczy
Centrum dystrybucji kluczy, KDC (od ang. key distribution center) – część kryptosystemu istniejąca w celu redukcji zagrożenia związanego z wymianą kluczy. Często występuje w systemach, w obrębie których część użytkowników może mieć dostęp do konkretnych usług w danym czasie.

## Sposób dystrybucji kluczy[1]
Klucze mogą być dostarczane użytkownikom na wiele sposobów. W przedstawionym opisie zakładamy, że każdy użytkownik (A i B) ma z centrum dystrybucji kluczy (KDC) swoje niepowtarzalne klucze główne.
W tym przypadku użytkownik A chce przesłać dane użytkownikowi B. Do tego celu potrzebuje jednorazowego klucza sesji.
1. A kieruje do KDC żądanie klucza sesji. W takim komunikacie zawarte są informacje o tożsamości A i B oraz niepowtarzalny identyfikator tej operacji. Identyfikator może być różny, ale najlepiej by była to liczba losowa, żeby nie został odkryty przez niepowołaną stronę.
2. KDC odpowiada komunikatem zaszyfrowanym kluczem głównym A. Zawiera on dwa elementy przeznaczone dla A: jednorazowy klucz sesji i pierwotne żądanie celem dopasowania do odpowiedniego zapytania. Dodatkowo zawiera on elementy przeznaczone dla B: jednorazowy klucz sesji i identyfikator A, które są zaszyfrowane kluczem głównym B.
3. A przesyła B informacje przeznaczone dla niego, czyli te zaszyfrowane kluczem głównym B. W tym momencie klucz sesji został już dostarczony. Może się rozpocząć bezpieczna transmisja. Jednak pożądane są dwa dodatkowe kroki uwierzytelniania.
4. Używając klucza sesji, B wysyła A identyfikator jednorazowy.
5. A odpowiada przesłaniem funkcji przekształcającej ten identyfikator (na przykład dodającej jeden).